# Damschroder Rock
La Damschroder Rock (in lingua inglese: Roccia Damschroder) è un cospicuo scoglio tettonico antartico, alto 1.595 m, situato all'estremità di uno sperone roccioso coperto di neve che si estende in direzione ovest per 5 km dal settore centrale del Pecora Escarpment, nei Monti Pensacola in Antartide. 
La sporgenza rocciosa è stata mappata dall'United States Geological Survey (USGS) sulla base di rilevazioni e foto aeree scattate dalla U.S. Navy nel periodo 1956-66.
La denominazione è stata assegnata in onore di Gerald H. Damschroder, meccanico edile in servizio presso la Stazione Plateau nell'inverno del 1966.